# Olympia Park
Olympia Park es un estadio de usos múltiples en Rustenburg, Sudáfrica. En la actualidad se utilizan sobre todo para encuentros de rugby y acogió tres juegos durante la Copa Mundial de Rugby de 1995. El estadio tiene capacidad para 30 000 personas y fue construido en 1989.

## Partidos destacados

### Copa Mundial de Rugby de 1995
Durante la Copa Mundial de Rugby de 1995, el estadio albergó tres partidos de la fase de grupos.
| Fecha      | Equipo n.° 1    | Res.  | Equipo n.° 2    | Ronda   | Asistencia |
| ---------- | --------------- | ----- | --------------- | ------- | ---------- |
| 26-05-1995 | Costa de Marfil | 0–89  | Escocia         | Grupo D | 20 000     |
| 31-05-1995 | Francia         | 54–18 | Costa de Marfil | Grupo D | 17 000     |
| 04-06-1995 | Costa de Marfil | 11–29 | Tonga           | Grupo D | 16.000     |

### Final de la Copa ABSA 2005
El estadio albergó la final de la Copa ABSA 2005, en la que el Supersport United derrotó al Wits University por 1–0.